# Lasconotus complex
Lasconotus complex är en skalbaggsart som beskrevs av Leconte 1859. Lasconotus complex ingår i släktet Lasconotus och familjen barkbaggar. Inga underarter finns listade i Catalogue of Life.